# Zwiefalten
Zwiefalten est une municipalité de l'arrondissement de Reutlingen, dans le land de Bade-Wurtemberg, Allemagne située à mi-chemin entre Stuttgart et le lac de Constance, sur la Route Baroque de Haute-Souabe. L'ancienne abbaye de Zwiefalten domine le village. Elle est considérée comme l'un des plus beaux exemples d'art baroque tardif.
Depuis 1973, Zwiefalten est jumelé avec La Tessoualle, Maine-et-Loire

## Histoire
Fondée à la confluence de deux rivières, Zwiefaltem a été mentionné pour la première fois dans un document par le roi Louis IV en date du 15 juin 904. La ville doit sa renommée à son ancien monastère, l'abbaye de Zwiefalten, qui a été fondée en 1089 par des moines bénédictins de Hirsau. Les comtes Luitold von Achalm et Kuno von Wülflingen ont fait des larges dons au monastère qui se maintint jusqu'au XIVe siècle. Jusqu'au XVe siècle, l'influence du monastère est grande, mais en 1525, il est pillé lors de la guerre des Paysans allemands.
En 1750, l'abbaye reçoit le statut d'abbaye impériale (Reichsabtei), ce qui signifiait qu'elle était indépendante, quoique soumise à la couronne impériale et était libre de l'État de Wurtemberg. En 1802, toutefois, le monastère est dissous dans le cadre du Recès d'Empire allemand. En 1812 l'établissement devient le centre thérapeutique du royaume de Würtemberg. Il constitue aujourd'hui une composante intégrée du centre polyclinique à vocation neurologique et psychiatrique Münsterklinik Zwiefalten.

## Politique
Le maire est élu pour un mandat de 8 ans. La durée du mandat du maire actuel, Hubertus Jörg Riedlinger, se termine le 1er juillet 2014.

## Armoiries
Sur un fond bleu les anneaux entrelacés symbolisent la confluence du Zwiefalter Aach et du Kessel Aach. Les étoiles d'or proviennent les armoiries des anciens comtes de Achalm.

## Source
- (en) Cet article est partiellement ou en totalité issu de l’article de Wikipédia en anglais intitulé « Zwiefalten » (voir la liste des auteurs).